# Hercule de Rohan
Hercule de Rohan, II duca di Montbazon (27 agosto 1568 – Couziers, 16 ottobre 1654), fu un membro del Casato di Rohan. Il secondo Duca di Montbazon, è un antenato dell'attuale Principe di Guéméné. Sua figlia fu la famosa Frondeur la Duchesse de Chevreuse. Fu inoltre un pari di Francia e Gran cacciatore di Francia..

## Biografia
Settimo dei quattordici figli di Louis de Rohan, prince de Guéméné e di sua moglie Eléanore de Rohan, fu dapprima noto con il titolo di conte di Rochefort-en-Yvelines prima che ereditasse quello di duca di Montbazon nel 1589, alla morte di suo fratello, di cui sposò la vedova.
Si sposò due volte. Il 24 ottobre 1594 contrasse le nozze con Madeleine de Lenoncourt († 1628), figlia del re Enrico III e Françoise de Laval, sorella del Maresciallo di Francia de Bois-Dauphin, dalla quale ebbe due figli, Luois ed Anne.
Morta la prima moglie nel 1628, quello stesso anno si sposò nuovamente con Marie di Bretagna d'Avaugour, figlia di Claudio, Conte di Vertus [-en-Champagne] e di Catherine Fouquet de La Varenne, acclamata come una delle più belle e più celebri donne del suo tempo.
Hercule servì re Enrico III e il suo successore re Enrico IV contro la Lega cattolica. Fu luogotenente generale di Bretagna e poi governatore di Nantes. Enrico IV lo nominò poi governatore di Parigi e dell'Île-de-France.
Hercule fu alla guida della carrozza del re quando il sovrano fu assassinato da François Ravaillac il 14 maggio 1610. Lo stesso Hercule rimase ferito sulla manica nell'attentato e comandò poi il corteo funebre per il cuore del re.
Morì nel castello di Couziers il 16 ottobre 1654, all'età di ottantasei anni, e fu sepolto a Rochefort-en-Yvelines.

## Figli
Figli dalla prima moglie:
- Louis de Rohan, Principe de Guéméné (5 agosto 1598 - 18 febbraio 1667), sposò Anne de Rohan, erede di Guéméné; l'attuale Principe di Guéméné discende da questa linea;
- Marie Aimée de Rohan, Mademoiselle de Montbazon (dicembre 1600 - 12 agosto 1679) sposò Charles d'Albert de Luynes ed ebbe figli; si sposò nuovamente con Claude de Lorraine, Duca di Chevreuse. Fu donna di grande fascino personale che si collocò al centro di molti intrighi della prima metà del XVII secolo in Francia.

Figli dalla seconda moglie:
- Marie Eléonore de Rohan (1630 - 8 aprile 1682), morì senza figli;
- François de Rohan, Principe di Soubise (1630 - 24 agosto 1712), sposò Cathérine Lyonne e non ebbe figli; si sposò nuovamente con Anne de Rohan-Chabot, Principessa di Soubise, ed ebbe figli; fondatore della linea di Soubise del Casato di Rohan;
- Anne de Rohan (1644 - 29 ottobre 1684), sposò Louis Charles d'Albert de Luynes, madre di Jeanne Baptiste d'Albert de Luynes, amante di Vittorio Amedeo II di Sardegna.

## Titoli ed appellativi
- 27 agosto 1568 - 1º novembre 1589: Sua Altezza il conte di Rochefort-en-Yvelines
- 1º novembre 1589 - 24 ottobre 1654: Sua Altezza il duca di Montbazon

## Stemma
| Image | Stemma                                                                  |
| ----- | ----------------------------------------------------------------------- |
| \| \| | Ercole di Rohan-Montbazon Duca di Montbazon, Gran Cacciatore di Francia |
|       |                                                                         |